# Autographa bonaerensis
Autographa bonaerensis är en fjärilsart som beskrevs av Berg 1882. Autographa bonaerensis ingår i släktet Autographa och familjen nattflyn. Inga underarter finns listade i Catalogue of Life.